# Carlos Calvo
Pour les articles homonymes, voir Carlos Calvo (homonymie) et Calvo.
Carlos Calvo (né à Montevideo le 26 février 1824 et mort à Paris le 1er mai 1906) est un juriste, diplomate et historien argentin, qui a principalement vécu en Argentine. 

## Biographie
Né à Montevideo, la capitale de l'Uruguay, il étudie le droit à Buenos Aires et se spécialise dans le droit international. En tant que diplomate, Carlos Calvo a représenté un certain temps plusieurs pays, devant les juridictions étrangères : le Paraguay et l'Argentine en Allemagne, en Belgique, en France, au Royaume-Uni, en Russie et en Autriche.
En 1863, à la suite de divergences d'opinion avec le dirigeant du Paraguay Francisco Solano López, il décide de cesser de représenter le Paraguay qu'il représentait depuis 1860.
Il a été l'un des fondateurs de l'Institut de droit international de Gand (Belgique) en 1873, et fut membre de l'Académie des sciences morales et politiques de l'Institut de France, ainsi que de l'Académie royale d'histoire d'Espagne. En 1884, il a participé au congrès de Gand de l'Institut de droit international. 
Ses restes reposent dans le cimetière de Recoleta (Buenos Aires).

## Publications
En France, en 1863, il a publié son travail le plus important, intitulé La théorie et la pratique du droit international de l'Europe et l'Amérique, en deux volumes. Il y énonce le principe qui a été plus tard connu sous le nom de Doctrine Calvo. Le livre fut bien accueilli par les experts, et en 1887, la première édition en français a été élargi à 6 volumes. 
Entre 1862 et 1869, il a publié en espagnol et en français une quinzaine de volumes sur le protocole de la diplomatie des pays de l'Amérique du Sud, et entre 1864 et 1875 la Révolution des Annales historiques de l'Amérique latine, en 5 volumes. En 1885, il a publié à Berlin le Dictionnaire du droit international public et privé. 
Ses écrits ont eu une influence déterminante sur le développement du droit international du XXe siècle.[réf. nécessaire]